# Saison 6 de Mes parrains sont magiques
Chronologie
Saison 5 Saison 7
La sixième saison de Mes parrains sont magiques, ou Tes désirs sont désordres au Québec, est initialement diffusée aux États-Unis le 18 février 2008 sur Nickelodeon et s'achève le 3 mai 2009. La série est créée par Butch Hartman, et produite par Frederator Studios. 
La série Mes parrains sont magiques est l'une des séries Nickelodeon les plus longues, après Les Razmoket et Bob l'éponge. La saison intronise pour la première fois le bébé de Cosmo et Wanda, Poof.

## Production

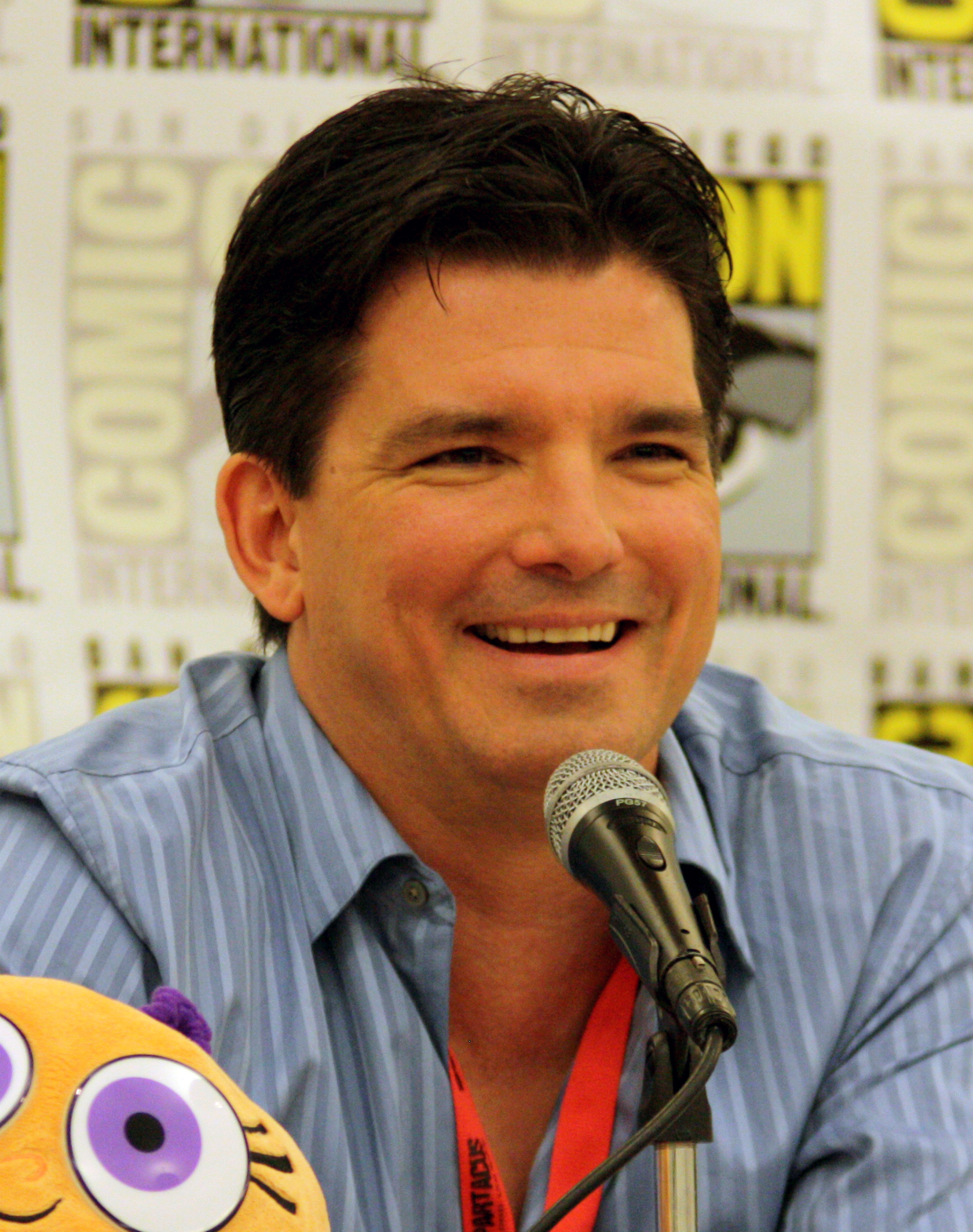
Butch Hartman, créateur de la série.

Le producteur de la série, Butch Hartman, crée Mes parrains sont magiques en tant que court-métrage intitulé Parrains magiques (Fairy Godparents), l'une des 39 séries d'animation diffusées dans l'émission Random! Cartoons de Fred Seibert. Nickelodeon commande six épisodes qui seront diffusés pour la première fois sur la chaîne le 30 mars 2001, une demi-heure avant la diffusion de la série Invader Zim. Le 11 avril 2006, la chaîne britannique Nicktoons UK diffuse neuf courts-métrages Oh Yeah! Cartoons de la série en trois épisodes. 
Dès les premières diffusions, Mes parrains sont magiques devient populaire, encore plus que la série Invader Zim. Nickelodeon gagne de l'audience au fur et à mesure des diffusions. La popularité de la série est en partie due à Bob l'éponge. Autre que Bob l'éponge, cette série est classée comme l'une des meilleures séries à hautes audiences. Entre 2002 à 2003, le public s'agrandit considérablement, et parvient à dépasser Bob l'éponge en matière d'audience.
Les quatre premiers épisodes sont initialement diffusés du 10 au 13 mars 2008, partie intégrante du programme Poof! There He Is! Week. Les cinq épisodes suivants sont diffusés du 12 au 16, partie intégrante du programme Turner & Poof Week.

## Épisodes
| No. de série | No. de saison | Titre                                                                                       | Réalisateur(s)                          | Scénariste(s)                                 | Date de diffusion | Date de diffusion | Code prod. |
| --- | ------------- | ------------------------------------------------------------------------------------------- | --------------------------------------- | --------------------------------------------- | ----------------- | ----------------- | ---------- |
| 75 | 1             | Étrange Bébé-fée Fairly OddBaby                                                             | Ken Bruce, Michelle Bryan & Gary Conrad | Scott Fellows, Butch Hartman & Kevin Sullivan | 18 février 2008   | 12 novembre 2008  | 601        |
| Timmy souhaite que Cosmo et Wanda aient un enfant. Cosmo tombe enceinte (ce sont les hommes qui tombent enceintes chez les fées) mais les anti-fées et les nains cherchent à s'emparer du bébé. Malgré de nombreuses péripéties, le bébé naît, est appelé Poof et ses parents le récupèrent. |               |                                                                                             |                                         |                                               |                   |                   |            |
| 76 | 2a            | Mission : Responsable Mission: Responsible                                                  | Michelle Bryan                          | Scott Fellows                                 | 10 mars 2008      | 13 novembre 2008  | 602a       |
| Cosmo et Wanda vont seuls au restaurant dans le Monde de Fées et Timmy est chargé de surveiller Poof durant la soirée mais cela ne va pas sans mal. |               |                                                                                             |                                         |                                               |                   |                   |            |
| 76 | 2b            | Tempête de tifs Hairicane                                                                   | Ken Bruce                               | Kevin Sullivan                                | 11 août 2008      | 13 novembre 2008  | 602b       |
| Timmy souhaite avoir de superbes et très longs cheveux ce qui fait de lui le plus populaire de son école. Malheureusement les cheveux ont trop de personnalité et refusent d'obéir. |               |                                                                                             |                                         |                                               |                   |                   |            |
| 77 | 3a            | Ouvre grand et fais ah ! Open Wide and Say Aaagh!                                           | Gary Conrad                             | Butch Hartman                                 | 12 août 2008      | 14 novembre 2008  | 603a       |
| Timmy a mal à la gorge, il doit être opéré et avoir une débilectomie. Malheureusement Vicky est l'infirmière et ne compte pas ménager Timmy. Pendant ce temps, "le docteur Cosmo" connaît son heure de gloire.                                                                               |               |                                                                                             |                                         |                                               |                   |                   |            |
| 77 | 3b            | Étranges Pirates OddPirates                                                                 | Michelle Bryan                          | Kevin Sullivan                                | 13 mars 2008      | 14 novembre 2008  | 603b       |
| Timmy souhaite assister au match de son équipe de baseball préférée. Poof réalise son souhait et Timmy se retrouve au milieu de vrais pirates. |               |                                                                                             |                                         |                                               |                   |                   |            |
| 78 | 4a            | L'Équipée loufoque The Odd Squad                                                            | Michelle Bryan                          | Scott Fellows                                 | 12 mai 2008       |                   | 605a       |
| Jorgen lit à Binky une histoire dont Timmy, Cosmo et Wanda sont les personnages : Timmy le Barbare. L'histoire devient réalité pour ces derniers. |               |                                                                                             |                                         |                                               |                   |                   |            |
| 78 | 4b            | Seulement en cas d'urgence For Emergencies Only                                             | Ken Bruce                               | Butch Hartman                                 | 13 mai 2008       |                   | 605b       |
| Cosmo et Wanda ne sont pas disponibles, ils donnent à Timmy une baguette à n'utiliser qu'en cas d'urgence : elle ne peut réaliser que 10 souhaits. Mais Timmy semble oublier ce conseil. |               |                                                                                             |                                         |                                               |                   |                   |            |
| 79 | 5a            | Crocker au fromage Cheese and Crockers                                                      | Michelle Bryan                          | Scott Fellows                                 | 14 mai 2008       |                   | 606a       |
| Grâce à une machine souhaitée par Timmy, l'ADN de Mr Crocker est devenue 50% homme, 50% fromage. Il peut donc se transformer et compte utiliser ce pouvoir pour capturer Cosmo et Wanda. |               |                                                                                             |                                         |                                               |                   |                   |            |
| 79 | 5b            | La Terre avant Timmy Land Before Timmy                                                      | Gary Conrad                             | Kevin Sullivan                                | 15 mai 2008       |                   | 606b       |
| À la suite de nombreuses déceptions, Timmy souhaite que la technologie n'existe plus. Il se retrouve donc à la préhistoire. |               |                                                                                             |                                         |                                               |                   |                   |            |
| 80 | 7a            | Le Roi Chang King Chang                                                                     | Michelle Bryan                          | Kevin Sullivan                                | 16 mai 2008       |                   | 607a       |
| À la suite de l'abdication de son père, Mark Chang devient roi de Yougopotamie, où il se rend avec Timmy. Sa fiancée Mandy en profite pour devenir reine. |               |                                                                                             |                                         |                                               |                   |                   |            |
| 80 | 7b            | La Fin de l'univers-ité The End of the Universe-ity                                         | Ken Bruce                               | Scott Fellows                                 | 11 août 2008      |                   | 607b       |
| Voyant qu'il ne peut détruire Timmy, Dark Laser essaie de faire de Timmy son complice. Il lui propose 24 heures d'essai de pouvoirs obscurs. |               |                                                                                             |                                         |                                               |                   |                   |            |
| 81 | 8             | Les Jeux olympico-féeriques The Fairly Oddlymipics                                          | Ken Bruce & Gary Conrad                 | Scott Fellows, Butch Hartman & Kevin Sullivan | 1er août 2008     |                   | 505        |
| Timmy organise des jeux Olympiques. |               |                                                                                             |                                         |                                               |                   |                   |            |
| 82 | 9a            | Super Poof Sooper Poof                                                                      | Gary Conrad                             | Laurie Israel & Rachel Ruderman               | 12 août 2008      |                   | 608a       |
| Les parents de Timmy retrouvent Poof dans leur jardin, décident de l'adopter et le nomment Super Bébé. Ils s'en occupent tellement bien que cela rend Timmy jaloux. |               |                                                                                             |                                         |                                               |                   |                   |            |
| 82 | 9b            | Le Centre des souhaits Wishing Well                                                         | Michelle Bryan                          | Kevin Sullivan                                | 13 août 2008      |                   | 608b       |
| Timmy demande trop de choses à ses parrains magiques, il doit faire une cure de désintoxication au centre des souhaits, dans le monde des Fées. |               |                                                                                             |                                         |                                               |                   |                   |            |
| 83 | 10a           | Lavage à souhait Wishy Washy                                                                | Ken Bruce                               | Butch Hartman                                 | 14 août 2008      |                   | 609a       |
| Timmy doit laver la voiture de son père. Il souhaite une station de lavage magique, qui rajeunit les voitures…et les gens ! |               |                                                                                             |                                         |                                               |                   |                   |            |
| 83 | 10b           | La Fête de Poof Poof's Playdate                                                             | Gary Conrad                             | Scott Fellows                                 | 15 août 2008      |                   | 609b       |
| Poof, qui s'ennuie, veut d'autres bébés fées pour jouer. Cosmo et Wanda attirent alors des fées adultes chez eux, et les rajeunissent pour qu'ils jouent avec Poof. |               |                                                                                             |                                         |                                               |                   |                   |            |
| 84 | 11a           | Vicky se fait virer Vicky Gets Fired                                                        | Ken Bruce                               | Kevin Sullivan                                | 30 novembre 2008  |                   | 611a       |
| Timmy fait virer Vicky. En conséquence, elle va occuper un poste plus important. |               |                                                                                             |                                         |                                               |                   |                   |            |
| 84 | 11b           | Chin chin, mon amour Chindred Spirits                                                       | Michelle Bryan                          | Amy Keating Rogers                            | 30 novembre 2008  |                   | 611b       |
| Timmy trouve une petite amie pour son super héros. |               |                                                                                             |                                         |                                               |                   |                   |            |
| 85 | 12a           | 9 Vies 9 Lives                                                                              | Ken Bruce                               | Chris Prouty                                  | 30 novembre 2008  |                   | 612a       |
| Timmy veut trouver un job intéressant pour Catman. |               |                                                                                             |                                         |                                               |                   |                   |            |
| 85 | 12b           | Panique et Chocolat Dread and Breakfast                                                     | Gary Conrad                             | Michelle Bryan                                | 30 novembre 2008  |                   | 612b       |
| Le père de Timmy ouvre une auberge de jeunesse. |               |                                                                                             |                                         |                                               |                   |                   |            |
| 86 | 13            | Joyeux Souhël Merry Wishmas                                                                 | Ken Bruce                               | Butch Hartman, Scott Fellows & Kevin Sullivan | 12 décembre 2008  |                   | 610        |
| Les vœux de chacun risquent de ruiner Noël. |               |                                                                                             |                                         |                                               |                   |                   |            |
| 87 | 14            | La Trilogie des souhaits : Le Grand Commencement Wishology Part 1: The Exciting Middle Part | Butch Hartman                           | Scott Fellows, Butch Hartman & Kevin Sullivan | 1er mai 2009      | 4 avril 2010      | 614        |
| Première parodie d'une trilogie de films dans lequel Timmy occupe le premier rôle. |               |                                                                                             |                                         |                                               |                   |                   |            |
| 88 | 15            | La Trilogie des souhaits : La Suite passionnante Wishology Part 2: The Exciting Middle Part | Butch Hartman                           | Scott Fellows, Butch Hartman & Kevin Sullivan | 2 mai 2009        | 4 avril 2010      | 615        |
| Suite du premier film. |               |                                                                                             |                                         |                                               |                   |                   |            |
| 89 | 16            | La Trilogie des souhaits : L'Ultime Fin Wishology Part 3: The Final Ending                  | Butch Hartman                           | Scott Fellows, Butch Hartman & Kevin Sullivan | 3 mai 2009        | 4 avril 2010      | 616        |
| Suite du premier film. |               |                                                                                             |                                         |                                               |                   |                   |            |